# Hilkenbrook
Hilkenbrook település Németországban, azon belül Alsó-Szászország tartományban. Lakosainak száma 794 fő (2023. december 31.). Hilkenbrook Esterwegen, Lorup, Rastdorf és Friesoythe községekkel határos.

## Népesség
A település népességének változása:
| Lakosok száma | 783  | 789  | 784  | 783  | 793  | 794  |
|               | 2016 | 2017 | 2019 | 2021 | 2022 | 2023 |